# Grand Paris Aménagement
 (mars 2015).
Si vous disposez d'ouvrages ou d'articles de référence ou si vous connaissez des sites web de qualité traitant du thème abordé ici, merci de compléter l'article en donnant les références utiles à sa vérifiabilité et en les liant à la section « Notes et références ».
 (juin 2024).
Ne doit pas être confondu avec Grand Paris.
Pour les articles homonymes, voir GPA.
Grand Paris Aménagement (GPA) - anciennement Agence foncière et technique de la région parisienne (AFTRP) - est un établissement public à caractère industriel et commercial (EPIC), créé par l’État en 1962. Sa compétence territoriale couvre l'ensemble de l’Île-de-France. Il œuvre dans quatre métiers : études et montage d'opérations, ingénierie foncière et immobilière, aménagement, constructions publiques.
Grand Paris Aménagement a son siège à Paris et dispose de deux directions déléguées, Nord et Sud-Est, autour des pôles de Roissy et d’Évry.
Grand Paris Aménagement est l’un des principaux acteurs de l’aménagement urbain en Île-de-France. Il intervient auprès et pour le compte des collectivités locales, aussi bien en tant que conseil et appui qu’en tant que concessionnaire garant de la bonne fin des opérations qui lui sont confiées et de leur qualité urbaine et environnementale.
À la suite de sa fusion avec l'EPA Plaine de France, sa gouvernance a évolué pour dissocier les fonctions de président et de directeur. Succédant à Yannick Imbert, élu transitoire à partir de novembre 2017, Valérie Pécresse est élue présidente le 28 novembre 2018. Thierry Lajoie reste directeur général jusqu'au 31 août 2020. Stéphan de Faÿ est nommé directeur général à compter du 27 novembre 2020.

## Fusion
Un décret du 27 décembre 2016 prévoit la dissolution au 1er janvier 2017 de l'EPA Plaine de France et le transfert de ses droits et obligations à Grand Paris Aménagement. Toutes les opérations et projets seront poursuivis par Grand Paris Aménagement.
La Société de Livraison des Ouvrages Olympique, établissement dont le but est de "construire ou rénover tous les équipements pérennes nécessaires pour Paris 2024" et présidé par Anne Hidalgo, est prévu de se fondre dans Grand Paris Aménagement à partir de fin 2025.

## Les métiers de Grand Paris Aménagement

### Ingénierie foncière
Grand Paris Aménagement effectue des services d'ingénierie foncière et de gestion de biens fonciers au service de l’État et des collectivités franciliennes. Les nombreuses opérations sur plus d'un demi-siècle menée à bien par l'établissement justifie un certain savoir-faire dans ce domaine. Il intervient également, à des fins de préservation des espaces naturels principalement pour le compte de l’Agence régionale des espaces verts (AEV) et aussi pour le compte de l’État, via le ministère de l'Agriculture.

### Études et montage
En plus de sa spécialité dans l'aménagement, Grand Paris Aménagement joue aussi un rôle important dans les études préparatoires des projets urbains. Grâce à son expérience, il apporte une aide précieuse aux collectivités locales.

### Aménagement urbain
Grand Paris Aménagement agit aussi en tant qu'aménageur, principalement dans le cadre de concessions attribuées par des communes ou intercommunalités après mise en concurrence, et parfois à son propre initiative en tant qu'établissement public. Il fournit également des services d'assistance et de mandat pour les collectivités. Actuellement, il gère une cinquantaine d'opérations variées, allant des parcs d'activités, comme Aérolians-Paris à Tremblay-en-France, à des quartiers résidentiels et des projets de rénovation urbaine, notamment le PRU de Clichy-Montfermeil.

### Constructions publiques
Grand Paris Aménagement intervient pour la construction d’équipements publics, en qualité de maître d’ouvrage de bâtiments inclus dans un traité de concession de zones d'aménagement concerté (ZAC) aménagées par lui, ou bien en qualité de mandataire ou d’assistant à maîtrise d’ouvrage lorsque cette prestation se fait pour le compte de maîtres d’ouvrage tiers.

## Chiffres-clés de l’année 2020[17]
- 270 salariés (CDI au 1er janvier 2023)
- 80 sites en cours d’aménagement
- 9 études urbaines et foncières en cours
- 13 opérations menées en initiatives propres
- 2 845 logements livrés et 2729 logements autorisés en 2020
- 148,5 M€ HT de chiffre d’affaires corrigé
- -0,19 M€ HT de résultat net
- 164 M€ de fonds propres